# Rüdiger Zimmermann
Rüdiger Wolfgang Zimmermann (* 22. Oktober 1946 in Aalborg) ist ein deutscher Historiker und wissenschaftlicher Bibliothekar. Er war von 1996 bis 2011 Leiter der Bibliothek der Friedrich-Ebert-Stiftung Bonn.

## Leben
Rüdiger Zimmermann studierte Geschichte, Politische Wissenschaft und Geographie an der Technischen Universität Darmstadt. Als Stipendiat der Stiftung Mitbestimmung (Vorläuferin der Hans-Böckler-Stiftung) wurde Zimmermann 1976 bei Arcadius Gurland mit einer Arbeit über den linkskommunistischen Leninbund promoviert.
Ab 1975 war Zimmermann Bibliotheksreferendar an der Universitätsbibliothek Düsseldorf und am Bibliothekar-Lehrinstitut Köln. 1977 legte er das Assessorexamen ab. Im selben Jahr begann er seine Arbeit als Fachreferent in der Bibliothek der Friedrich-Ebert-Stiftung. Von 1996 bis zu seiner Pensionierung im Oktober 2011 war Zimmermann Leiter der Bibliothek. Zudem war Zimmermann von 1998 bis 2006 Gutachter der Deutschen Forschungsgemeinschaft (DFG) im Bereich Wissenschaftliche Literaturversorgungs- und Informationssysteme sowie von 1998 bis 2011 Vorstandsmitglied der International Association of Labour History Institutions (IALHI). Von 2009 bis 2011 fungierte er als Mitglied des Vorstandes des Kuratoriums der Stiftung Archiv der Parteien und Massenorganisationen der DDR im Bundesarchiv (SAPMO).
Zimmermann ist verheiratet, hat drei Kinder und lebt in Bonn.

## Wirken
Als Historiker hat Zimmermann sich mit Forschungen zur Geschichte der sozialdemokratischen Gewerkschafts- und Arbeiterbewegung in Deutschland, ihren Institutionen und ihren bedeutsamen Persönlichkeiten sowie mit der Geschichte des Dietz-Verlages beschäftigt.
In seiner Funktion als wissenschaftlicher Bibliothekar widmete sich Zimmermann nicht nur der Quellenerschließung und -sicherung des gedruckten Gedächtnisses der deutschen Sozialdemokratie und der deutschen Gewerkschaften, sondern bemühte sich darüber hinaus mit zahlreichen Ausstellungen und Quelleneditionen um deren Popularisierung. Daneben war Zimmermann maßgeblicher Förderer der internationalen Zusammenarbeit von Bibliotheken und Archiven zur Geschichte der Arbeiterbewegung im Rahmen der IALHI.

## Werke

### Herausgeber (Auswahl)
- Er machte dann Mitteilung über die erfolgte Hausdurchsuchung des Gewerkschaftshauses durch die Organe der NSDAP. Protokolle der Versammlungen des Bezirks 1 (NW) des Vereins Berliner Buchdrucker und Schriftgießer vom 7. Juni 1932 bis 14. März 1933. Eine Quellenedition der Bibliothek der Friedrich-Ebert-Stiftung und des Karl-Richter-Vereins e. V., Veröffentlichungen der Bibliothek der Friedrich-Ebert-Stiftung Bd. 22, Bonn 2011, ISBN 978-3-86872-747-0, PDF-Datei der Friedrich-Ebert-Stiftung.
- Kampf dem Hakenkreuz. Politische Graphik des Verlags J. H. W. Dietz Nachf. im antifaschistischen Abwehrkampf. Eine Ausstellung der Bibliothek der Friedrich-Ebert-Stiftung, Historisches Forschungszentrum der Friedrich-Ebert-Stiftung, Bonn 2007, ISBN 978-3-89892-850-2, Online-Galerie der Friedrich-Ebert-stiftung.
- Gott grüß' die Kunst! Illustrationen und Festschriften der gewerkschaftlich organisierten Drucker, Setzer und Hilfsarbeiterinnen; eine Ausstellung der Bibliothek der Friedrich-Ebert-Stiftung, des ver.di-Fachbereichs Medien, Kunst und Industrie, Berlin-Brandenburg und des Karl-Richter-Vereins e. V., Historisches Forschungszentrum der Friedrich-Ebert-Stiftung, Bonn 2006, ISBN 3-89892-493-9, PDF-Datei der Friedrich-Ebert-Stiftung.

### Autor (Auswahl)
- Friedrich Rohde (1895–1970). Danziger Volkstagsabgeordneter, Fischer und Sozialist. Bonn 2020.
- Der internationale gewerkschaftliche Widerstandskreis der Lithographen und Steindrucker gegen den Nationalsozialismus. Johannes Hass, Jacob Roelofs, Heinrich Hansen. Friedrich-Ebert-Stiftung, Bonn 2017, ISBN 978-3-95861-759-9.
- Vordenker und Strategen. Die Gewerkschaftspresse im grafischen Gewerbe und ihre Redakteure seit 1863. Metropol, Berlin 2016, ISBN 978-3-86331-302-9.
- Emil Kloth (1864–1943). Vom marxistischen Gewerkschaftsvorsitzenden zum bekennenden Nazi. Beb.ra, Berlin 2014, ISBN 978-3-95410-050-7.
- Der Verlag Neue Gesellschaft und seine Bücher 1954–1989. Horst Heidermann zum 80. Geburtstag. J.H.W. Dietz Nachf., Bonn 2009, ISBN 978-3-8012-0395-5.
- Das gedruckte Gedächtnis der Arbeiterbewegung bewahren: Die Geschichte der Bibliotheken der deutschen Sozialdemokratie. Veröffentlichungen der Bibliothek der Friedrich-Ebert-Stiftung, 3. Aufl., Bonn 2008, ISBN 978-3-89892-952-3, PDF-Datei der Friedrich-Ebert-Stiftung.
- mit Angela Graf und Horst Heidermann: Empor zum Licht! 125 Jahre Verlag J. H. W. Dietz Nachf. Seine Geschichte und seine Bücher 1881–2006. J.H.W. Dietz Nachf., Bonn 2006, ISBN 978-3-8012-0374-0, pdf-Dateien der Friedrich-Ebert-Stiftung.
- mit Ilse Fischer: Unsere Sehnsucht in Worte kleiden. Eugen Prager (1876–1942). Der Lebensweg eines sozialdemokratischen Journalisten. Historisches Forschungszentrum der Friedrich-Ebert-Stiftung, Bonn 2005, ISBN 3-89892-417-3, PDF-Datei der Friedrich-Ebert-Stiftung.
- Irische Arbeiterbewegung und ihre Überlieferung: Einsatz digitaler Technik in Archiven und Bibliotheken. 34. IALHI-Konferenz in Dublin. In: Mitteilungen des Förderkreises Archive und Bibliotheken zur Geschichte der Arbeiterbewegung 2004, S. 18–21.
- Berlin – Offenbach – Washington – Bonn (mit Umwegen). Das Offenbach Archival Depot als Durchgangsstation für die Gewerkschaftsbestände der Bibliothek der Friedrich-Ebert-Stiftung. In: Bibliothek der Friedrich-Ebert-Stiftung (Hrsg.): Verbrannt, geraubt, gerettet! Bücherverbrennungen in Deutschland. Eine Ausstellung der Bibliothek der Friedrich-Ebert-Stiftung anlässlich des 70. Jahrestages, Bibliothek der Friedrich-Ebert-Stiftung Bd. 13, Bonn 2003, ISBN 3-89892-141-7, S. 31–46, PDF-Datei der Friedrich-Ebert-Stiftung.
- Arkadij Gurland (1904–1979): Marxistischer Theoretiker und Publizist. In: Jürgen Schlimper (Hrsg.): „Natürlich – die Tauchaer Straße“. Beiträge zur Geschichte der „Leipziger Volkszeitung“. Rosa-Luxemburg-Stiftung Sachsen, Schkeuditz 1997, ISBN 3-932725-34-4, S. 299–322
- 100 Jahre ÖTV. Die Geschichte einer Gewerkschaft und ihrer Vorläuferorganisationen 1896–1996. Bd. 2: Biographien. Hrsg. Gewerkschaft ÖTV. Union-Druckerei und Verlagsanstalt, Frankfurt am Main 1996, ISBN 3-922454-44-5, Elektronische Publikation der Friedrich-Ebert-Stiftung.
- mit Hermann Rösch: Helmut Schmidt als Parlamentarier. Ein Verzeichnis seiner Reden und Beiträge. Bibliothek der Friedrich-Ebert-Stiftung, Bonn 1994, ISBN 3-86077-319-4
- Der Leninbund. Linke Kommunisten in der Weimarer Republik. Droste, Düsseldorf 1978, ISBN 3-7700-5096-7, ( Rezension von Hermann Weber in: Francia 7 (1979), S. 886–888.)

### Bibliographie
- Hermann Rösch u. Till Zimmermann (Hrsg.) Das Gedruckte Gedächtnis der Arbeiterbewegung bewahren. Personalbibliographie Rüdiger Zimmermann. Bonn 2021.